# Léonard Jean Aubry Huard de Saint-Aubin
Pour les articles homonymes, voir Aubry, Huard et Saint-Aubin.
Léonard Jean Aubry Huard de Saint-Aubin, né le 11 janvier 1770 à Villedieu-les-Poêles (Manche), mort le 7 septembre 1812 à la bataille de la Moskova (Russie), est un général français de la Révolution et de l’Empire.

## États de service
Il entre en service le 8 août 1792, comme simple soldat dans le 4e bataillon de volontaires de la Manche, le 24 août suivant il est élu capitaine et le 9 septembre 1792, il passe lieutenant-colonel en second.
IL fait les campagnes de 1792 et 1793, aux armées du Nord, du Centre, de la Moselle, et de Rhin-et-Moselle. Le 28 mars 1794, il est affecté à la 26e demi-brigade de ligne, dans l’armée du Rhin. 
En 1796, il passe à l’Armée de Sambre-et-Meuse, puis à celle du Danube, le 1er octobre 1799, lors d’un accrochage avec l’avant-garde de Souvorov à Muotathal, il est blessé au bras gauche et fait prisonnier par un corps de Kalmouks.
Libéré le 29 mars 1800, il rejoint l’armée du Rhin, et le 18 juillet 1800 il est nommé chef de brigade provisoire par le général Moreau, à la 42e demi-brigade d’infanterie de ligne. Il est fait chevalier de la Légion d’honneur le 11 décembre 1803, et officier de l’ordre le 14 juin 1804. Il se fait particulièrement remarquer à l’Armée de Naples en 1805 et 1806.
Il est promu général de brigade le 1er mars 1807, et participe en cette qualité aux campagnes d’Italie de 1807 à 1811. Il est fait commandeur de l’Ordre royal des Deux-Siciles le 20 mai 1808, le 1er juillet 1809, il commande la 1re brigade de la 4e division d’infanterie à l’armée d’Italie, et il est blessé à la bataille de Wagram le 6 juillet 1809. Il est élevé au grade de commandeur de la Légion d’honneur le 27 juillet 1809, et il est créé baron de l’Empire le 21 novembre 1810.
Désigné pour la campagne de Russie, à la tête de la 1re brigade de la 1re division du corps d’observation de l’Italie renommé le 20 avril 1812, en 13e division du 4e corps d’armée. Il se distingue le 26 juillet 1812, lors de la Bataille d'Ostrovno, et il est tué le 7 septembre 1812 à la bataille de la Moskova.
Son nom est honorablement cité dans le 18e bulletin de la Grande Armée.
Son nom est inscrit au côté Nord de l'arc de triomphe de l'Étoile, 9e colonne.

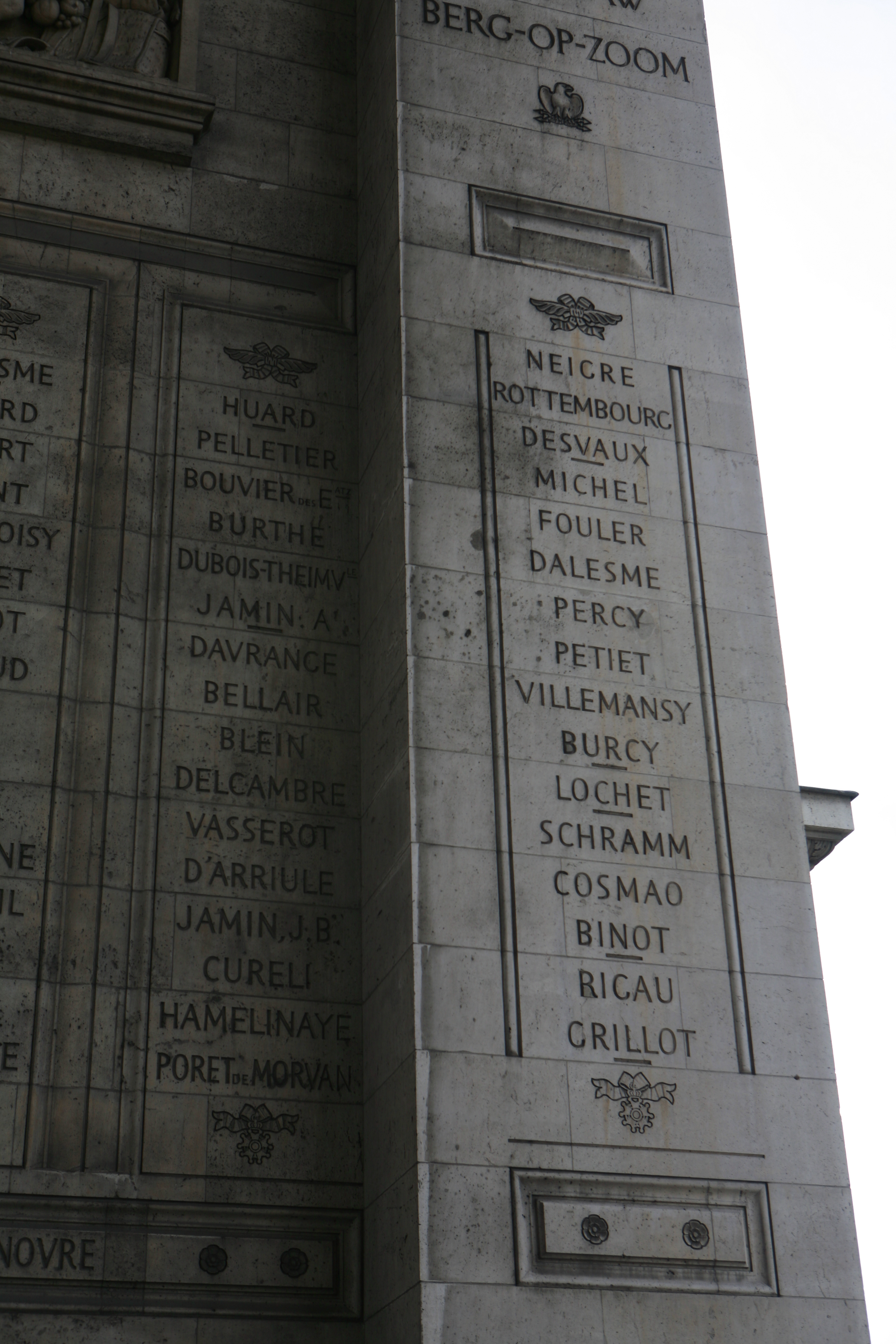
Noms gravés sous l'arc de triomphe de l'Étoile : pilier Sud, 9e et 10e colonnes.

## Sources
- (en) « Generals Who Served in the French Army during the Period 1789 - 1814: Eberle to Exelmans »
- Thierry Pouliquen, « Les généraux français et étrangers ayant servis [sic] dans la Grande Armée » (consulté le 19 janvier 2014)
- Docteur Robinet, Jean-François Eugène et J. Le Chapelain, Dictionnaire historique et biographique de la révolution et de l'empire, 1789-1815, volume 2, Librairie Historique de la révolution et de l’empire, 886 p. (lire en ligne), p. 183.
- A. Lievyns, Jean-Maurice Verdot et Pierre Bégat, Fastes de la Légion-d'honneur, biographie de tous les décorés accompagnée de l'histoire législative et réglementaire de l'ordre, tome 3, Bureau de l’administration, 1847, 529 p. (lire en ligne), p. 219.
- « Cote LH/1314/10 », base Léonore, ministère français de la Culture
- (pl) « Napoléon.org.pl »
- Georges Six, Dictionnaire biographique des généraux & amiraux français de la Révolution et de l'Empire (1792-1814) Paris : Librairie G. Saffroy, 1934, 2 vol.